# Manuela Bascón
Manuela Bascón Maqueda (Carmona, provincia de Sevilla, 12 de mayo de 1963) es una escritora de cuentos, ilustradora y artista plástica española doctorada en Bellas Artes por la Universidad de Sevilla. Su Tesis doctoral fue La Obra de Maria Helena Vieira da Silva siendo Sobresaliente Cum laude, considerándose este, el trabajo más completo en lengua castellana sobre la pintora portuguesa. Ilustró los libros Convivium del escritor Antonio Calvo Laula y las portadas de la colección «Entre el sueño y la realidad» de  Ediciones Guadalmena. Fue incluida en el Diccionario de pintores y escultores españoles del siglo XX.

## Biografía
Nació en Carmona, Provincia de Sevilla, España en el seno de una familia que se encargaba de la portería y los cuidados del Convento de la Concepción que data del siglo XVI en dicha ciudad, por esto, vivió en un contexto extraordinario que la condujo a hacerse una idea del mundo y del arte muy particular, hecho que sin duda, subyace inconscientemente en toda su obra. Tras sus estudios en la Facultad de Bellas Artes de Sevilla, donde se licenció y doctoró, desempeña una labor docente académica ininterrumpida para varias instituciones culturales y ha desarrollado diversos proyectos artísticos: Exvotos, Arte comestible, Arte efímero, Ilustorias etc. por galerías de arte, museos y otros espacios expositivos.

## Carrera
Desde 2008 Manuela Bascón ofrece conferencias y encuentros titulados «Ilustorias». Estas conferencias han sido desarrolladas para un programa infantil y juvenil avalado por la Junta de Andalucía que explica el origen y proceso de su pintura. El término Ilustorias fue creado por la artista.
Durante los años 1992, 1993 y 1994 fue miembro del jurado en el Certamen de Pintura Nacional que entrega el Premio José Arpa en Carmona. En 1996 organizó el Performance de Arte comestible-Arte efímero que luego repite en la Plaza de Abastos de Carmona, en el patio de la Diputación de Sevilla, en la Galería Arteteca y en el Centro Andaluz de Arte Contemporáneo.
Es colaboradora de la revista cultural e informativa de Carmona; Revista Estela.

### Publicaciones
- Van Gogh, más allá del color
- Un dictamen de empacho
- Vieira da Silva: Una colección muy particular
- Federico Guzmán y Victoria Gil: La obra como cuestionamiento del entorno
- Picasso: El Genio Grabador
- Postulado “ART - VERTENCIA” (Nuestra inferioridad consiste en que tenemos corazón)

### Cuentos
- El hombre que inventó la historia

### Ilustración de portadas
- Entre el sueño y la realidad  (Tomo 1) Ed. Guadalmena 1992.
- Entre el sueño y la realidad  (Tomo 2) Ed. Guadalmena 1992.
- Entre el sueño y la realidad  (Tomo 3) Ed. Guadalmena 1992.
- Entre el sueño y la realidad  (Tomo 4) Ed. Guadalmena 1992.
- Entre el sueño y la realidad  (Tomo 5) Ed. Guadalmena 1992.

## Premios
- XLII Premio José Arpa de Carmona. (Adquisición de una obra Collage: “Bodegón”) (1989)
- XLIII Certamen Nacional de Pintura José Arpa de Carmona. (Adquisición  de dos cuadros:  “Dame casas y coches, tú ya tienes nubes” y "A veces es preciso recordar ciertas cosas a los dioses" ). (1991)
- 2º Premio en el Certamen Nacional de Pintura del Ayuntamiento de Ubrique. “Sobremesa I” (1995)
- Adquisición de una Estampa para la Colección de Grabado Contemporáneo de la Biblioteca Nacional de Madrid. “Gallina o Angel” (1995)
- Adquisición de la obra “La rosa de los vientos”.  III Ciclo de Arte Contemporáneo de la Rábida. Diputación de Sevilla. (2000)
- Cartel de Feria de Carmona. Taller de Pintura (2001)
- Colección de Carpetas de Grabados “DELSUR” adquiridas por las instituciones Telefónica y Obra Cultural de El Monte. (2002)
- Premio de PINTURA Certamen “José Arpa” de Carmona. (“Archipiélago”, 2003)
- Premio de Pintura XXVI Certamen Nacional de Arte Contemporáneo. Utrera (2004)

## Galería de sus obras

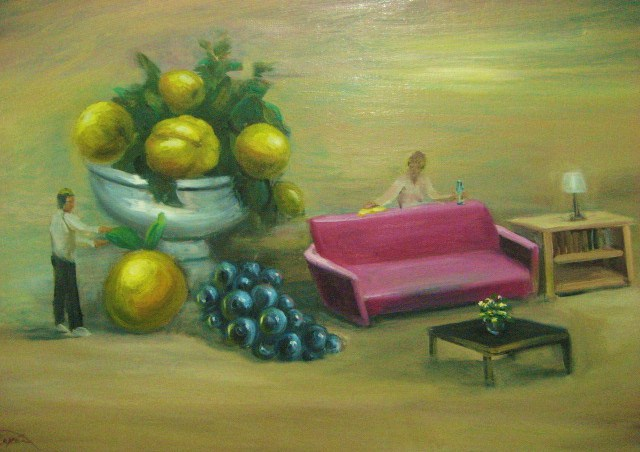
Instalación 3 (2008)
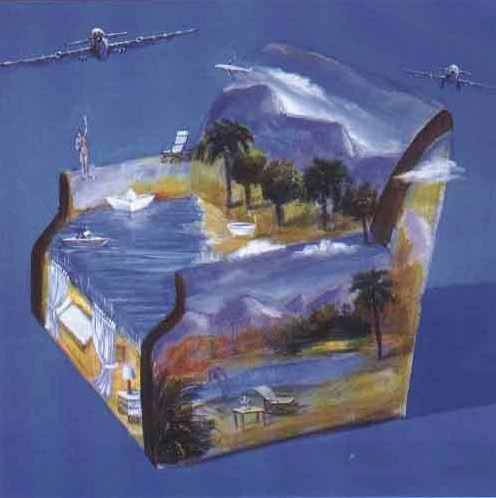
Isla 1 (2006)
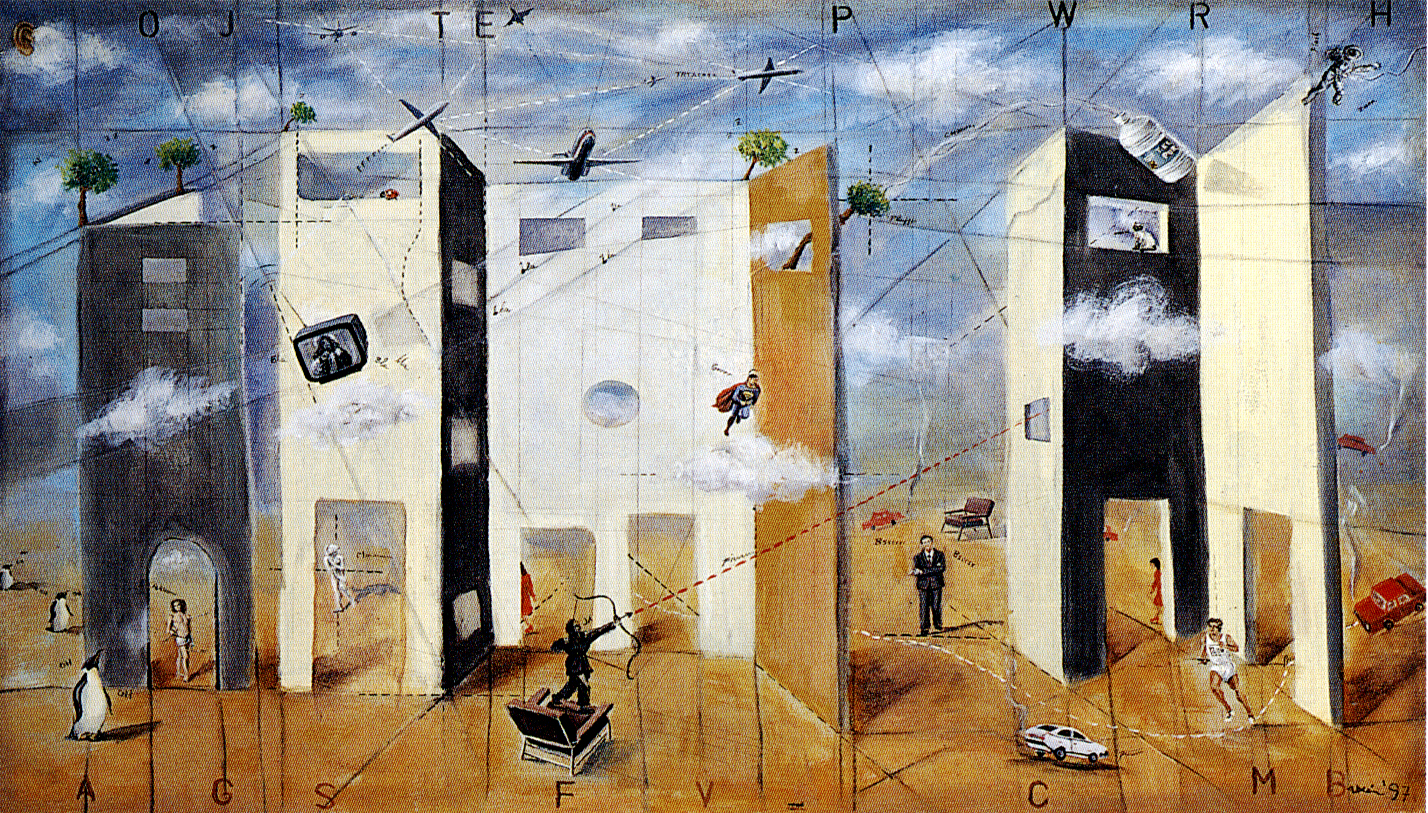
Instalación 11 (1997)